# クララ・ホートン
クララ・ホートン（Clara Horton、1904年7月29日 - 1976年12月4日）は、アメリカ合衆国の女優。

## 出演作品
- 鉄蹄万里
- 争闘の熱血
- ペンロッド
- 愛の虜
- 学生時代
- 歓楽の夢は淡し
- 輝く小羊
- 時に利有らず
- 他所の娘
- 十九とフィリス